# Bálint László (játékvezető)
Bálint László Dr. (Budapest, 1890. – ?) magyar nemzetközi labdarúgó-játékvezető.

## Pályafutása

### Nemzeti játékvezetés
Játékvezetésből Budapesten vizsgázott. Az MLSZ által üzemeltetett labdarúgó bajnokságokban kezdte sportszolgálatát. A Magyar Futballbírák Testülete (BT) javaslatára NB II-es, 1921-től a Budapesti alosztály III. fokú (legmagasabb minősítés) NB I-es bíró. Küldési gyakorlat szerint rendszeres partbírói szolgálatot is végzett. A nemzeti játékvezetéstől 1933-ban visszavonult. NB I-es mérkőzéseinek száma: 5.
| Időpont            | Helyszín                        | Mérkőzés típusa          | Mérkőzés             | Eredmény | Nézők száma |
| ------------------ | ------------------------------- | ------------------------ | -------------------- | -------- | ----------- |
| 1921. április 10.  | Hungária krt. Stadion, Budapest | első NB I-es mérkőzése   | MTK–Vasa SC          | 2 – 1    | 5000        |
| 1933. november 26. | Diószegi úti pálya, Debrecen    | utolsó NB I-es mérkőzése | Bocskai FC–Attila FC | 2 – 1    | 2000        |

### Nemzetközi játékvezetés
A Magyar Labdarúgó-szövetség a Magyar Futballbírák Testülete (BT) javaslatára terjesztette fel nemzetközi játékvezetőnek, a Nemzetközi Labdarúgó-szövetség (FIFA) 1920-tól tartotta nyilván bírói keretében. Egy nemzetek közötti válogatott mérkőzést vezetett, vagy működő társának partbíróként segített. A nemzetközi játékvezetéstől 1920-ban búcsúzott. Válogatott mérkőzéseinek száma: 1.
| Időpont          | Helyszín                 | Mérkőzés típusa     | Mérkőzés          | Eredmény | Nézők száma |
| ---------------- | ------------------------ | ------------------- | ----------------- | -------- | ----------- |
| 1920. június 27. | Utogrund Stadion, Zürich | válogatott mérkőzés | Svájc–Németország | 4 – 1    | 8000        |

## Szakmai sikerek
1935-ben a Tanácsülés javaslatára arany oklevéllel (15 éves bírói pálya), valamint ezüst jelvénnyel ismerték el szakmai pályafutását.

## Külső hivatkozások
- Bálint László. World Referee. [2016. március 4-i dátummal az eredetiből archiválva]. (Hozzáférés: 2016. január 6.)
- Bálint László. footballzz.com. (Hozzáférés: 2016. január 6.)
- Bálint László. eu-football.info. (Hozzáférés: 2016. január 6.)
- Bálint László. nela.hu. (Hozzáférés: 2016. január 6.)